# هنری سجودو
هنری کارلوس سجودو (به انگلیسی: Henry Carlos Cejudo) (زادهٔ ۹ فوریه ۱۹۸۷ در لس آنجلس) مبارز ترکیبی و کشتی‌گیر پیشین آمریکایی است. او قهرمان همزمان دو وزن مختلف یواف‌سی و همچنین قهرمان وزن ۵۵ کیلوگرم المپیک ۲۰۰۸ پکن در کشتی آزاد است.

## سابقه در کشتی آزاد
هنری زمانی که در دبیرستان بود، در مسابقات قهرمانی کشتی آزاد ایالات متحده آمریکا در بهترین سطح ظاهر شد و پس از این موفقیت در مرکز المپیک آمریکا به صورت تمام وقت آموزش دید. او پس از آن در مسابقات و بازی‌های پان امریکن مدال طلا گرفت و مدال برنز جام جهانی کشتی ۲۰۰۷ را نیز بدست آورد. سجودو موفقیت‌هایش را در کشتی آزاد با تصاحب مدال طلای المپیک ۲۰۰۸ پکن تکمیل کرد.

## حضور در هنرهای رزمی ترکیبی
سجودو از سال ۲۰۱۳ حضور در تمرینات هنرهای رزمی ترکیبی را آغاز کرد. او اگرچه اولین مسابقهٔ رسمی خود را واگذار کرد اما سال بعد در یک وزن پایین‌تر (خروس وزن) به رقابت پرداخت و با کسب پیروزی‌های متعدد به قهرمانی در یواف‌سی رسید.